# William Warner Bishop, Jr.
William (Bill) Warner Bishop, Jr. (* 10. Juni 1906 in Princeton, New Jersey; † 29. Dezember 1987 in Ann Arbor, Michigan) war ein amerikanischer Jurist und Professor an der University of Michigan.

## Leben
Bishop wurde als einziger Sohn des Bibliothekars William Warner Bishop und dessen Frau Finie Murfree Burton geboren. Die Familie kam 1915 nach Michigan. Seine schulische Ausbildung erhielt er in Ann Arbor. Hieran schloss sich ein Studium der Politikwissenschaft an der University of Michigan an, das er 1925 mit dem Bachelor of Arts abschloss. Sein Graduiertenstudium der Rechtswissenschaften absolvierte er an den Universitäten Harvard und Columbia, kehrte dann aber an die University of Michigan zurück und erwarb dort 1931 seinen Abschluss. Von 1931 bis 1935 war er als wissenschaftlicher Mitarbeiter am Lehrstuhl von Edwin DeWitt Dickinson tätig. Dann arbeitete er in New York City als Rechtsanwalt. 1939 wechselte er in den öffentlichen Dienst und arbeitete acht Jahre lang als Referent im Außenministerium der Vereinigten Staaten. In dieser Position trat er mehrfach auf internationaler Ebene in Erscheinung. So nahm er als Mitglied der amerikanischen Delegation an der Pariser Friedenskonferenz 1946 teil. 1947 übernahm er kurzfristige Dozenturen an der University of Pennsylvania und der Columbia University, bevor er 1948 einen Ruf auf eine Professur an der University of Michigan erhielt. 1966 übernahm er die Edwin DeWitt Dickinson Professur für Völkerrecht, welche er bis zu seiner Emeritierung 1976 innehatte. Bereits 1965 hielt er Vorlesungen an der Haager Akademie für Völkerrecht. Bishop war mit Mary Fairfax Shrew verheiratet, mit der er eine Tochter hatte. Er starb am 29. Dezember 1987 an den Folgen eines Herzinfarkts und wurde auf dem Forest Hill Cemetery in Ann Arbor beigesetzt.

## Mitgliedschaften
Bishop war Mitglied des Institut de Droit International. Während seines Studiums gehörte er der Studentenvereinigung Phi Beta Kappa und dem Order of the Coif an. Zudem engagierte er sich in der Amerikanischen Gesellschaft für internationales Recht, der er von 1933 bis zu seinem Tod angehörte. 1960 übernahm er die Stellung des stellvertretenden Vorsitzenden Gesellschaft und trug ab 1982 den Titel des Ehrenvorsitzenden. Daneben trug er zwischen 1953 und 1955 und von 1962 bis 1970 als Chefredakteur die Verantwortung für die Veröffentlichung des American Journal of International Law. Im Jahr 1975 wurde er zum Schiedsrichter am Ständigen Schiedshof in Den Haag ernannt.

## Publikationen (Auswahl)
- International Law: cases and materials. Little Brown, Boston 1971 (3. Auflage).
- Reservations to treaties. In: Recueil des cours. Vol. 103 (1961) Nr. 2, S. 250–340.